# BattleBoi Basti
BattleBoi Basti, né en 1986 à Eberswalde-Finow, abrégé BBB, également surnommé Ficksch, de son vrai nom Stefan Schwensow, est un rappeur allemand.

## Biographie

### Débuts
Depuis 2008, Schwensow apparait sous le surnom de Ficksch au sein du groupe MOTek, sur l'album DreiMalDrei. Peu de temps après, le groupe voulait se créer une « image parodique de gangsters » et de se rebaptiser Click Clack Clique. Lors de cette conversion, Ficksch se lance deux alter ego : BattleBoi Basti et Lil ILL.
BattleBoi Basti attire l'intérêt pendant les Audiobattleturniers 2011 de MZEE, auxquels il gagne face au rappeur 4tune. Sa percée se fait la même année lors du Videobattleturnier (VBT) 2011, organisé annuellement. Après avoir atteint la demi-finale contre le rappeur Tamo-Flage, BattleBoi Basti abandonne volontairement la troisième place et décide de faire une battle contre Weekend.

### Pullermatz
Le 13 août 2011, il remporte le concours de rap Graffitibox Summer Jam, dont il fait partie à l'occasion du Summer Graffiti 2012.
En 2012, il participe à la première édition Splash VBT, durant laquelle le gagnant remportera le droit de jouer au Splash Festival 2012. Une fois de plus, Schwensow l'emporte. Schwensow participe également aux concours Rap Am Mittwoch et DLTLLY. Au Rap Am Mittwoch, il gagne face au rappeur P-Zak. Quelques années plus tard, peu avant la sortie de son album StimmenBruch, le rappeur perd le concours face à Gozpel. En novembre et décembre 2012, il soutient Trailerpark pendant la tournée Crackstreet Boys. En août dernier, BattleBoi Basti joue en soutien à Die Bestesten à Cologne, Hambourg et Berlin. En décembre la même année, BattleBoi Basti participe au morceau Am Apparat de l'album Schlaftabletten, Rotwein 4 d'Alligatoah.
Au premier trimestre 2013, BattleBoi Basti joue au VBT Tour 2013. Il accompagne aussi Trailerpark à sa tournée cette année. Le 21 juin 2013, il publie son premier album, Pullermatz, chez BMG Rights Management, qui se vend à 3 700 exemplaires et atteint la 20e place des charts allemands. En 2014, Basti joue au Rock am Ring. Il soutient également Alligatoah lors de son passage à l'Hurricane et au Chiemsee Summer Festival 2015.

### StimmenBruch
Son deuxième album, StimmenBruch, est publié le 26 juin 2015, et atteint le top 100. En 2016, il accompagne Alligatoah lors de sa tournée Himmelfahrtskommando qui sera publié sur le DVD Livemusik ist auch keine Lösung.

## Discographie
- 2006 : Drama in 5 Takten (sous le nom de Ficksch avec Theo)
- 2008 : Wochendausflug sous le nom de Ficksch avec Rudio)
- 2008 : DreimalDrei (sous le nom de Ficksch avec M.O.T. et Rhyfo)
- 2010 : Absolut Sampler (sous le nom de Ficksch avec M.O.T., Rhyfo et Teezy)
- 2010 : LostCräck Vol. Ainz (avec Click Clack Clique)
- 2011 : Kugg’ disch den Jungz an! (avec Click Clack Clique)
- 2011 : GHETTOizMUSS! (avec Click Clack Clique)
- 2013 : Pullermatz (BMG Rights Management/Groove Attack)
- 2015 : StimmenBruch (BMG Rights Management/Groove Attack)